# Вулиця Олексія Панченка
Вулиця Олексі́я Па́нченка — вулиця в Черкасах.

## Розташування
Вулиця починається від вулиці Генерала Момота і простягається на захід, в кінці виходить за межі міста.

## Опис
Вулиця неширока, до санаторію «Пролісок» асфальтована, далі продовжується як ґрунтова дорога.

## Походження назви
Вулиця була утворена 1977 року і названа на честь Ярослава Галана, українського і радянського письменника. 22 лютого 2016 року вулиця отримала сучасну назву на честь загиблого у війні на сході України земляка — Олексія Панченка.

## Будівлі
По вулиці розташовані багатоповерхівки мікрорайону Луначарська, приватні будинки, спорткомплекс «Рятівник» Академії пожежної безпеки та Черкаський професійний ліцей.

## Парки
У районі вулиці розташовано парк-пам'ятка садово-паркового мистецтва «Спортивний».